# Bosque de sombras
Bosque de sombras es una película dirigida por Koldo Serra.

## Argumento
Un matrimonio inglés (Paddy Considine y Virginie Ledoyen) viaja de vacaciones a una zona indeterminada del norte de España  con una pareja de amigos (Gary Oldman y Aitana Sánchez-Gijón). Al principio todo son risas, pero más tarde vienen los problemas debido a las diferencias culturales con los lugareños.

## Comentarios
Primera película del director Koldo Serra, está ambientada a finales del franquismo cuando las diferencias culturales entre España y el resto de Europa eran grandes.
Se rodó en el parque natural de Peñas de Aya (Guipúzcoa).
- Datos: Q798561